# Бориспольская и Броварская епархия
Бори́спольская и Броварска́я епа́рхия — епархия Украинской православной церкви, объединяет приходы и монастыри на территории Барышевского, Бориспольского, Броварского, Вышгородского, Згуровского, Переяслав-Хмельницкого, Яготинского районов Киевской области.

## История
22 ноября 2006 года решением Священного Синода Украинской Православной Церкви было образовано Бориспольское викариатство Киевской епархии с избранием епископом Бориспольским архимандрита Антония (Паканича).
Епархия была образована решением Священного Синода УПЦ МП 25 сентября 2013, путём выделения из состава Киевской епархии. Правящим архиереем со дня основания является митрополит Антоний (Паканич).

## Архиереи
Бориспольское викариатство
- Антоний (Паканич) (26 ноября 2006 — 25 сентября 2013)

Бориспольская и Броварская епархия
- Антоний (Паканич) (с 25 сентября 2013)

## Викариатства
- Згуровское (действ.)
- Барышевское (действ.)

## Канонизированные и репрессированные священнослужители
Священномученик Михаил Подъельский (1878—1937) — с. Зазимье Броварского района Киевской области. Канонизирован Украинской Православной Церковью в 2021 году.
Священник Петр Малимон (1898—1937) — с. Мала Старица Бориспольского района Киевской области.